# Aro Tolbukhin
Aro Tolbukhin é um filme de drama mexicano de  dirigido e escrito por Isaac Pierre Racine, Agustí Villaronga e Lydia Zimmermann. Foi selecionado como representante do México à edição do Oscar , organizada pela Academia de Artes e Ciências Cinematográficas.

## Elenco
- Daniel Giménez Cacho - Aro
- Carmen Beato - Carmen
- Zoltán Józan - Aro (adolescente)
- Mariona Castillo - Selma (adolescente)
- Aram González - Aro (jovem)
- Eva Fortea - Selma (jovem)
- Jesús Ramos
- Pepa Charro - Dada